# Cranbrook (Londres)
Pour les articles homonymes, voir Cranbrook (homonymie).
Cranbrook est une zone anglaise située au nord-est de Londres, dans le borough londonien de Redbridge.